# Arundina
Arundina é um género botânico pertencente à família das orquídeas (Orchidaceae). Possui uma única espécie, a orquídea bambu (Arundina graminifolia). Este género da Ásia tropical, estende-se desde a Índia, o Nepal, a Tailândia, a Malásia, Singapura, China setentrional até à Indonésia e pelas ilhas do Pacífico. Foi introduzida em Puerto Rico, Costa Rica e Panamá.
É uma orquídea terrestre multiperene com caule juncoso, formando grandes massas que crescem até uma altura de 70 cm a 2 m.
As folhas finas, estreitas e compridas, são lanceoladas, com um comprimento de 9 a 19 cm e largura de 0,8 a 1,5 cm. A sua extremidade é aguçada.
Esta orquídea floresce no verão e outono, apresentando racemos bastante abertos de esplendorosas flores, dez no máximo. Estas florescem em sucessão na extremidade dos ramos, que têm entre 7 e 16 cm. As flores, com 5 a 8 cm de diâmetro, têm uma tonalidade lilás rosada e um disco branco com um labelo púrpura. As brácteas são triangulares e envolvem o caule principal do ramo de flores.
Existindo apenas 200 plantas em crescimento na natureza em Singapura, a espécie está próxima da extinção neste país, provocada em grande parte pela destruição do seu habitat natural, nomeadamente a floresta tropical e os mangais.
Hoje é comum e abundante no Brasil, principalmente no litoral paranaense, sendo muito usada em paisagismos.